# Жан Ануј
Жан Мари Пјер Лусиен Ануј (фр. Jean Marie Lucien Pierre Anouilh; Бордо, 23. јун 1910 — Лозана, 3. октобар 1987) је био француски драмски писац  чија је каријера трајала пет деценија. Иако се његов рад кретао од високе драме до апсурдних фарси, Ануј је најпознатији по свом комаду из 1943. године „Антигона“, адаптацији Софоклеове драме. Анујева адаптација се сматрала нападом на Маршала Петена и његову Вишијевску владу. Као један од најважнијих француских писаца после Другог светског рата Ануј се бавио очувањем интегритета у свету моралних компромиса.

## Биографија
Ануј је рођен у Серисолу, малом селу на периферији Бордоа, и имао је баскијске корене.Његов отац, Франсоа Ануј је био кројач од кога је по сопственом признању наследио јак осећај поноситости. Ипак своју уметничку страну наследио је од мајке Марије-Магдалене, виолинисткиње која је допуњавала породични буџет свирајући лети у казино оркестру у оближњем приморском летовалишту у Аркашону.
Породица се 1918. године преселила у Париз где је Ануј стекао средње образовање. Жан-Луј Баро касније познати француски режисер похађао је исту школу и сећао се Ануја као улицканог младог момка. Био је примљен на Правни факултет универзитета у Сорбони али због немогућности да се самостално финансира одлучује да га напусти после само 18 месеци како би почео да ради као текстописац у новинама Publicité Damour. Волео је посао који је обављао и увек је говорио да је управо ту научио значај класичних вредности краткоће и прецизности језика.
Анујеви финансијски проблеми су настављени након што је позван на служење војног рока 1929. године. Живећи од своје скромне војне надокнаде одлучује да се 1931. године ожени глумицом Монел Валентин. Иако је глумила у неколико његових представа, по сведочењу Анујеве ћерке Каролине (из другог брака) он није био срећан у браку са Монел. Анујева најмлађа ћерка Коломб је ишла још и даље говорећи да између њих никада званично није ни био закључен брак. Наводно је имала неколико ванбрачних партнера због чега је Ануј веома патио. На његов је драмски рад је такође наводно утицала и сумња по питању његовог порекла. Према Каролини, Ануј је сазнао како је његова мајка док је радила у Аркашону имала љубавника који је могао бит његов прави биолошки отац. Упркос свему Ануј и Валентин су добили ћерку Катерин 1934. године која их је пратила кроз њихов рад у театру. Проширење породице донело је Анују нове бриге по питању лимитираног финансијског стања у коме се налазио. Одлучан да се у потпуности посвети писању почиње да пише скечеве за биоскопска приказивања како би остварио додатне приходе.

## Позоришни рад
У 25.години Ануј налази посао као секретар француског глумца и редитеља Луја Жовеа.Иако му је шеф позајмио намештај коришћен у комаду Зигфрид Жана Жироа за опремање куће,као редитељ није био заинтересован за Анујеве списатељске идеје.Жуве је доживео популарност 30их година нарочито кроз сарадњу са Жироом.Њих двојица су настојали да пребаце фокус дела са ауторског гласа редитеља на комад и његов текст.